# Bengt Madsen
Bengt-Åke Knud Madsen, född 5 oktober 1942 i Malmö, död 15 november 2021 i Beddingestrand, var en svensk fotbollsledare. Han var ordförande i Malmö FF mellan 1999 och 2009 och efterträddes av Håkan Jeppsson.
Madsen började spela fotboll i den lokala klubben Håkanstorps BK där han var en framgångsrik anfallare. Han gick som 17-åring över till Malmö FF. Hans karriär som fotbollsspelare där var dock kortvarig och senare fortsatte han spela i Kvarnby IK. Madsen spelade även bordtennis. Ursprungligen med IK Pallas. När deras bordtennissektionen 1975 blev en del av Malmö FF följde han med. Madsen började sitt styrelseengagemang i bordtennissektionen där han blev ordförande och var med då klubben tog sig genom bordtennisens seriesystem för att nå den svenska eliten. Han blev invald som suppleant i Malmö FF:s huvudstyrelse 1983 och året efter blev han ordinarie och 1990 blev han vice ordförande.
Madsen hade uppdrag i Malmö FF i 30 år. Utöver det var han under 14 års tid vice ordförande för Svenska Fotbollförbundet, och ordförande i Svensk Elitfotboll under 16 år.
Madsen var mycket engagerad i sin roll, och anmäldes bland annat 2005 till fotbollsförbundet för osportsliga gester mot domarteamet. Han kritiserades 2009 för dubbla roller genom sin delaktighet i riskkapitalbolaget Pildammarna invest som finansierade vissa spelaraffärer, och avkrävdes en skriftlig och detaljerad redovisning av avtalen med riskkapitalbolaget. En "vitbok" presenterades i juni 2009 som bland annat konstaterade att Madsen tagit personliga risker i sin roll, men avvecklat sitt engagemang i januari 2009 utan att göra någon personlig vinst.